# Thomas Wilsch
Thomas Wilsch ist ein deutscher Fernsehmoderator. 

## Werdegang
Er war in seiner Funktion als Programmleiter wesentlich am Aufbau von RTLplus bis 1987 beteiligt und hier auch bereits als Moderator tätig. Er moderierte z. B. von 1984 bis Anfang 1987 die ersten 200 Fernsehfolgen der RTL-Reisequizsendung Ein Tag wie kein anderer. Bei VOX moderierte er im Sendestartjahr 1993 u. a. den NachmitTalk, eine wochentägliche Talkshow. Zuletzt im Fernsehen zu sehen war er mit der Sendung Neun Live Job-Chance auf 9Live, die jedoch nach kurzer Zeit wieder abgesetzt wurde.